# 1304

## أحداث
- خايمي الثاني ملك أراغون يحتل مدينة بليانة
- علاء الدين خلجي سلطان دلهي، ينتصر علي غوجارات.

## مواليد
- ابن الشاطر
- 24 فبراير- الرحال المغربي ابن بطوطة

## وفيات
- 11 مايو - محمود غازان سلطان إلخاني. (ولد 1271 م).